# Myospila borneoensis
Myospila borneoensis este o specie de muște din genul Myospila, familia Muscidae. A fost descrisă pentru prima dată de Malloch în anul 1935. Conform Catalogue of Life specia Myospila borneoensis nu are subspecii cunoscute.